# Tim Gavin
Pour les articles homonymes, voir Gavin.
Pas d'image ? Cliquez ici

a Compétitions nationales et continentales officielles uniquement.

b Matchs officiels uniquement.
Dernière mise à jour le 6 janvier 2025.
Bryant Timothy Gavin dit Tim Gavin, né le 20 novembre 1963 à Cumnock, est un joueur de rugby à XV australien, qui jouait avec l'équipe d'Australie au poste de troisième ligne centre (1,98  m pour 107  kg). 

## Carrière

### En équipe nationale
Il a effectué son premier test match le 16 juillet 1988 contre l'équipe de Nouvelle-Zélande et son dernier test match fut le 1er décembre 1996 contre l'équipe du pays de Galles.
Il a participé à la Coupe du monde de rugby 1995 (4 matchs).

## Palmarès
- Nombre de matchs avec l'Australie : 47

4 en 1988, 3 en 1989, 7 en 1990, 3 en 1991, 5 en 1992, 8 en 1993, 6 en 1994, 8 en 1995, 3 en 1996